# Urs Schwarz (Politiker)

Urs Schwarz

Urs Schwarz (* 4. August 1926 in Zofingen; † 5. März 2015), reformiert, heimatberechtigt in Zofingen, Mülligen sowie Brugg, war ein Schweizer Politiker (FDP).

## Biografie
Urs Schwarz, Sohn des Fabrikdirektors Rudolf Schwarz, nahm nach abgelegter Matura ein Studium der Ökonomie an der Universität Bern auf, das er mit dem Erwerb des akademischen Grades eines Dr. oec. publ. abschloss. Schwarz – er heiratete 1957 Edith geborene Clavadetscher – war in der Folge als Treuhänder mit eigenem Büro tätig. In der Schweizer Armee bekleidete er die Stellung eines Infanteriemajors.
Urs Schwarz – er trat der FDP bei – vertrat seine Partei von 1956 bis 1965 im Zofinger Stadtrat, von 1966 bis 1970 im Einwohnerrat. 1971 wählte ihn das Volk in den Nationalrat, dort präsidierte er die Kommissionen Wirtschaft, Bildung, Kultur sowie Finanzen, 1987 schied er aus dem Nationalrat aus. Schwarz erwarb sich insbesondere Verdienste um die Lokalgeschichtsschreibung sowie die Entwicklung der Zofinger Altstadt.
Spätestens 1983 bis mindestens 1997 war er Präsident der Vereinigung Schweizerischer Futtermittelfabrikanten (VSF).

## Werke
- Die schweizerische Kriegsfinanzierung 1939-1945: und ihre Ausstrahlungen in der Nachkriegszeit. Winterthur: P.G. Keller 1953. (Diss. Volkswirtschaft, Univ. Zürich, 1953).
- zusammen mit Georg Thürer; Ulrich Im Hof; Fritz Hummler; Max Petitpierre: Zweihundertjahrfeier der Helvetischen Gesellschaft am 6. und 7. Mai 1961 auf Schloss Lenzburg und im Bad Schinznach. Reden. Zürich: Atlantis Verlag 1961.
- Schicksalstage in Berlin. Lenzburg: Lenzburger Druck 1986. (Veröffentlichung der Lenzburger Ortsbürgergemeinde; 33).